# Gora (pri Rožeku), Rožek
Gora (nemško Berg) je naselje v Občini Rožek v Okraju Beljak-dežela na Koroškem v Avstriji.